# Ophiocentrus
Genre
Ophiocentrus  est un genre d'ophiures (animaux marins ressemblant à des étoiles de mer souples) de la famille des Amphiuridae.

## Liste des espèces
Selon World Register of Marine Species (6 mars 2015) :
- Ophiocentrus aculeatus Ljungman, 1867
- Ophiocentrus alboviridis (Brock, 1888)
- Ophiocentrus anomalus Liao, 1983
- Ophiocentrus aspera (Koehler, 1905)
- Ophiocentrus crassuspinosus Cherbonnier & Guille, 1978
- Ophiocentrus dilatata (Koehler, 1905)
- Ophiocentrus fragilis H.L. Clark, 1938
- Ophiocentrus inaequalis (H.L. Clark, 1915)
- Ophiocentrus koehleri Gislén, 1926
- Ophiocentrus novaezelandiae Gislén, 1926
- Ophiocentrus pilosa (Lyman, 1879)
- Ophiocentrus polyacanthus Liao, 2004
- Ophiocentrus putnami (Lyman, 1871)
- Ophiocentrus spinacutus Cherbonnier & Guille, 1978
- Ophiocentrus tokiokai Irimura, 1981
- Ophiocentrus verticillatus (Döderlein, 1896)
- Ophiocentrus vexator Koehler, 1922

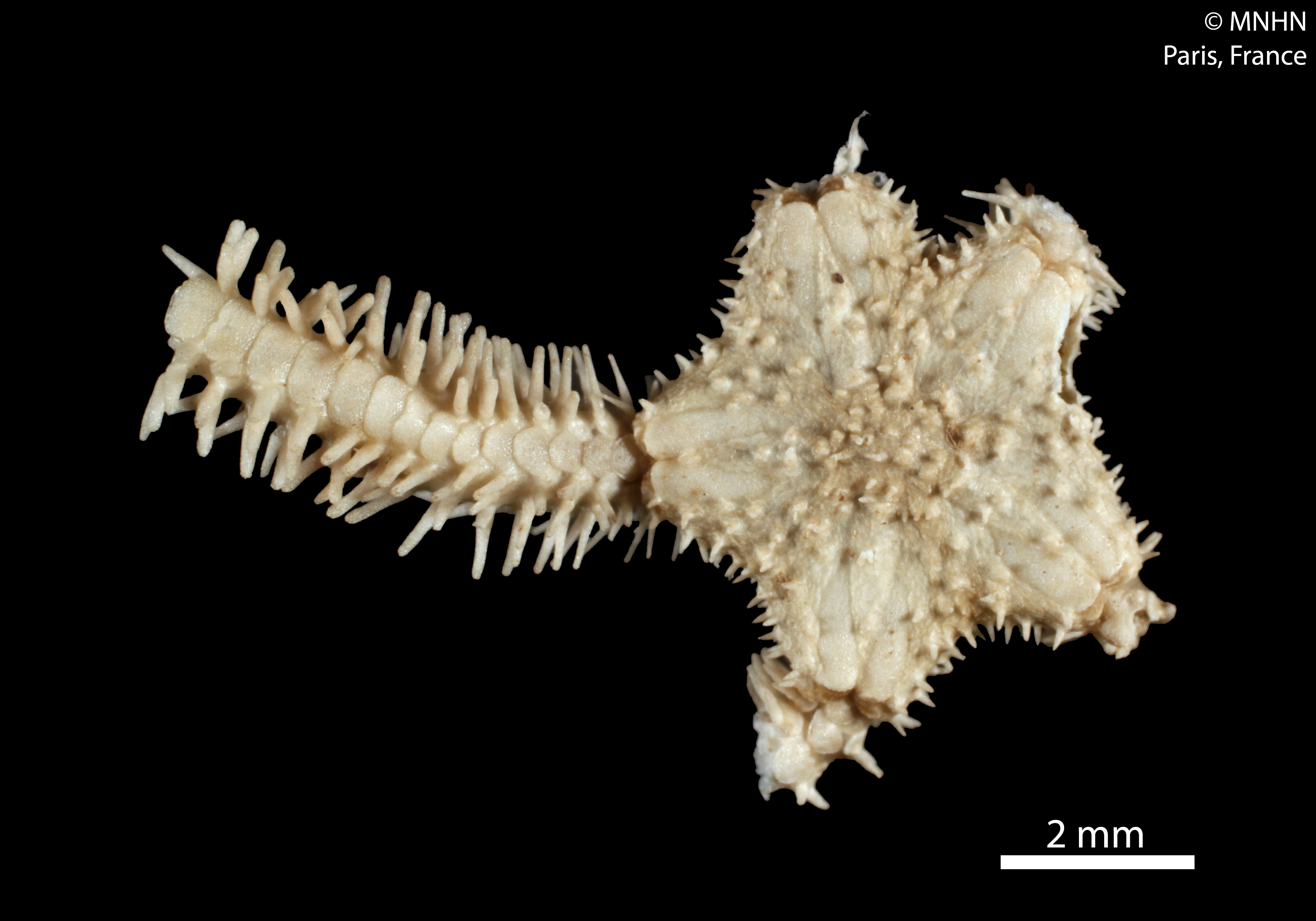
Ophiocentrus crassuspinosus (MNHN)
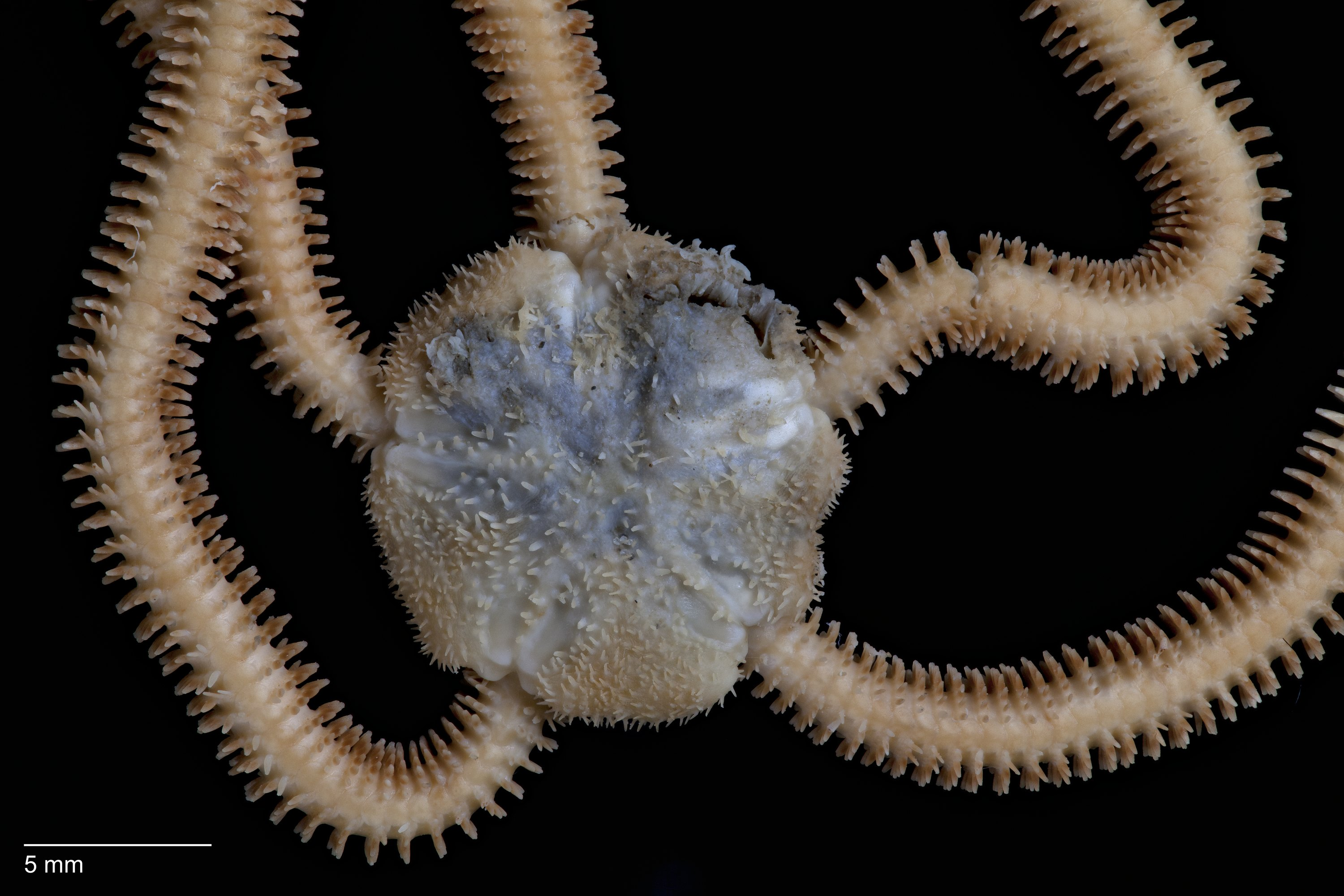
Ophiocentrus pilosa
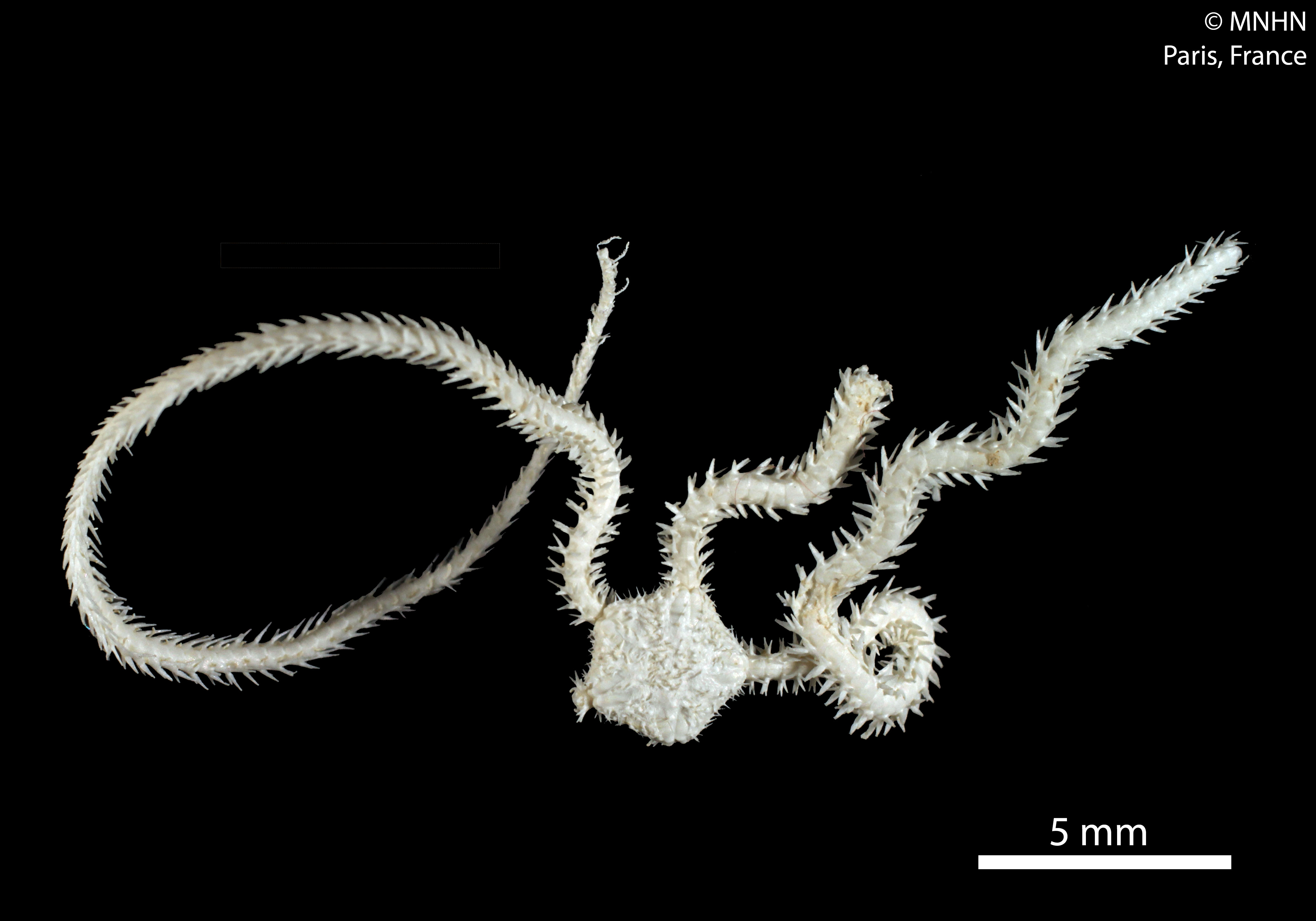
Ophiocentrus spinacutus (MNHN)